# Petz : Ma famille singes
Petz : Ma famille singes (Petz: My Monkey Family ou Petz: Monkeyz House) est un jeu vidéo de gestion développé par Ubisoft Nagoya et édité par Ubisoft, sorti en 2008 sur Nintendo DS.